# استیون لیپارد
استیون لیپارد (انگلیسی: Stephen J. Lippard؛ زادهٔ ۱۲ اکتبر ۱۹۴۰) یک دانشمند در زمینه شیمی اهل ایالات متحده آمریکا است.
وی همچنین برنده جوایزی همچون نشان پریستلی شده است.